# Copa Intercontinental Sub-20
A Copa Intercontinental Sub-20 (português brasileiro) ou Taça Intercontinental Sub-20 (português europeu) é uma supercopa de futebol organizada pela CONMEBOL e pela UEFA. A partida é disputada pelos vencedores das competições sul-americanas e europeias de clubes juvenis, da Copa Libertadores Sub-20 e da Liga Jovem UEFA, respetivamente. Organizado como um jogo único anual, é uma versão juvenil equivalente à antiga Copa Intercontinental, que contou com os campeões de clubes seniores da Europa e da América do Sul. A competição foi inaugurada, em 2022, como parte de uma parceria renovada entre a CONMEBOL e a UEFA. O Benfica, de Portugal, venceu a primeira edição, em 2022.

## História
Em 12 de fevereiro de 2020, a UEFA e a CONMEBOL assinaram um memorando de entendimento renovado para aumentar a cooperação entre as duas organizações. Como parte do acordo, um comitê conjunto UEFA-CONMEBOL examinou a possibilidade de sediar jogos intercontinentais europeus-sul-americanos, tanto para o futebol masculino quanto para o feminino e em várias faixas etárias. A 15 de dezembro de 2021, as entidades assinaram novamente um memorando de entendimento renovado com duração até 2028, que incluía disposições específicas sobre a abertura de um escritório conjunto, em Londres, e a potencial organização de vários eventos de futebol.
O Escritório de Representação Conjunta foi inaugurado oficialmente pela CONMEBOL e pela UEFA em 4 de abril de 2022, reunião na qual a criação da Copa Intercontinental Sub-20 teria sido confirmada por ambas as confederações.
Em 2 de junho de 2022, um dia após a realização da Finalíssima 2022, a CONMEBOL e a UEFA anunciaram oficialmente uma série de novos eventos entre as equipes das duas confederações. Isso incluiu a primeira Copa Intercontinental Sub-20, uma partida entre os vencedores da Copa Libertadores Sub-20, uma competição Sub-20, e os vencedores da Liga Jovem da UEFA, uma competição Sub-19 da Europa. A primeira edição foi disputada pelo Peñarol, vencedor da Copa Libertadores Sub-20 de 2022, e pelo Benfica, vencedor da Liga Jovem da UEFA de 2021–22. A partida aconteceu no Estádio Centenario, em Montevidéu, no Uruguai.

## Títulos

### Por clubes
| Clube        | Títulos  | Vices    |
| ------------ | -------- | -------- |
| Benfica      | 1 (2022) | 0        |
| Boca Juniors | 1 (2023) | 0        |
| Flamengo     | 1 (2024) | 0        |
| Peñarol      | 0        | 1 (2022) |
| AZ Alkmaar   | 0        | 1 (2023) |
| Olympiacos   | 0        | 1 (2024) |

### Por país
| País          | Títulos  | Vices    |
| ------------- | -------- | -------- |
| Portugal      | 1 (2022) | 0        |
| Argentina     | 1 (2023) | 0        |
| Brasil        | 1 (2024) | 0        |
| Uruguai       | 0        | 1 (2022) |
| Países Baixos | 0        | 1 (2023) |
| Grécia        | 0        | 1 (2024) |

### Por confederação
| Confederação | Títulos         | Vices           | Clubes vencedores | Países |
| ------------ | --------------- | --------------- | ----------------- | ------ |
| CONMEBOL     | 2 (2023 e 2024) | 1 (2022)        | 2                 | 2      |
| UEFA         | 1 (2022)        | 2 (2023 e 2024) | 1                 | 1      |